# 书丹

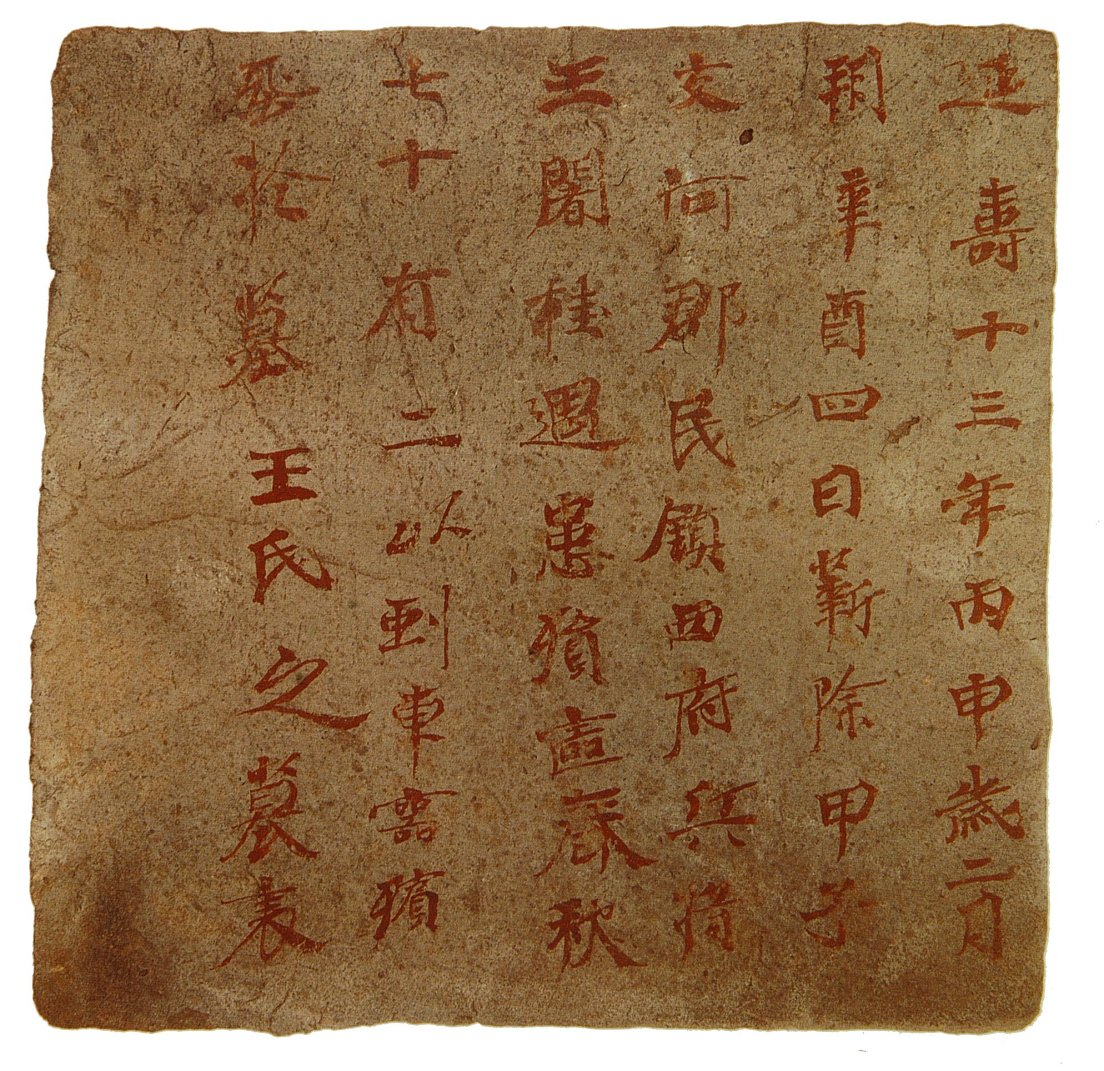
高昌《王阇桂墓志》，书丹未刻。

书丹又称用丹，即用毛笔蘸朱砂在碑石或者其他器物上直接书写，通常是刻碑前将文字上石的一道工序，之后即可直接用刀镌刻。用朱砂书写是因为在光滑的石板上直接墨书会有墨汁流淌和笔画收缩的缺点，而用朱砂书写则能准确再现书写的痕迹，并且朱砂的红色与石料的颜色容易区分，便于下刀。书丹技术出现很早，出土的殷商甲骨就有朱书或墨书未刻的情况，可见至迟在商代书丹的技术就已经出现。《后汉书·蔡邕传》明确提到了蔡邕书丹刻碑的经过：“熹平四年，奏求正定六经文字，灵帝许之，邕乃自书丹于碑，使工镌刻”。